# (14612) Irtish
(14612) Irtish (1998 SG164) – planetoida z pasa głównego asteroid okrążająca Słońce w ciągu 5,61 lat w średniej odległości 3,16 j.a. Odkryta 18 września 1998 roku.